# モーディフォードの竜

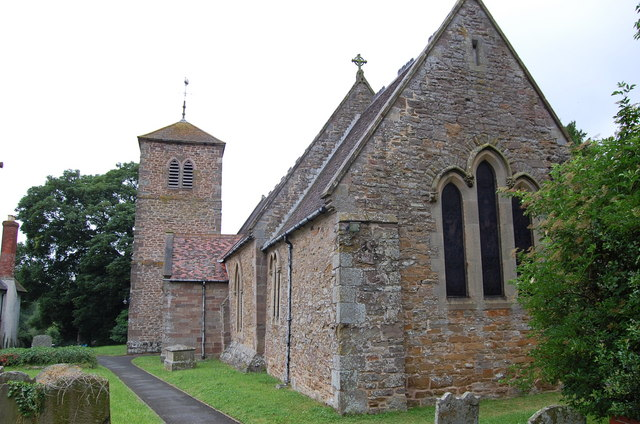
モーディフォード村の教会

モーディフォードの竜（モーディフォードのりゅう、英: Dragon of Mordiford。モーディフォード・ドラゴンとも）は、英国ヘレフォードシャーモーディフォード村（Mordiford）の伝承である。モーディフォード村は州都ヘレフォードに近い場所にある。なお参考文献を除き「竜」の表記で統一する。

## 物語の概要
英国のモーディフォード村に住むモードという少女が、森の中で鮮やかな緑の鱗と膜状の翼を持つ小さな生き物を見つけた。少女はその生き物を家に持ち帰ったが、その生き物は獰猛な竜だということがわかり、家で飼うことに両親から猛反対された。しかし、少女は生き物が大好きだったので隠れて竜を育てた。竜は大きくなり、少女が与えるミルクでは空腹が満たせなくなって、ついには村の家畜を襲いだした。農民は反撃したが竜になすすべくなく敗れた。この時、竜はとうとう人間を食い殺し、人間の味を覚えてしまった。自分を襲ってくるため、竜は人間には決してなつかなかったが、育ての親である少女だけは例外であり、また少女も一緒に遊んだり黒い爪をなでたりと、竜と友情を育んでいた。しかし、これ以上人間が殺されるわけにもいかず、モーディフォードの名家ガーストン家の男が竜との戦いに赴き、剣と槍での死闘の末に竜を退治した。ガーストンがたずさえていた剣で首を刺して竜を退治した瞬間、怒りのあまり少女は、ガーストンに向かって石を投げた。そして、退治された竜の元に駆けつけて、自身が血だらけになるのにも構わず、瀕死の竜にすがりついて泣き崩れた。この光景を呆然と見つめていたガーストンは、悄然としたままで、竜退治の喜びに沸く村に戻ったという。
また別の伝承では、ガーストンは農民で、竜は「蛇の道」に沿ってラグ川に向かう途中でガーストンに殺された。ガーストンは沢山の釘を突き出させた樽に隠れ、これを襲った竜は体をバラバラに裂かれてしまった。

## 竜の壁画
モーディフォードの教会には、竜が壁画に描かれていたことが各種文献に報告されている。17世紀末には、8枚の翼と8本の足を持つ竜の姿が描かれていたという。18世紀に竜の壁画は2枚の翼と2本の足を持ったワイバーンのような姿で描き直されたと伝えられる。1810年から1812年にかけて教会の改修が行われた際に壁が取り壊されたため、この壁画は失われてしまった。